# إجاص تركماني
إجاص تركماني (الاسم العلمي:Pyrus turcomanica) هو نوع من النباتات يتبع جنس الإجاص من الفصيلة الوردية.